# Dumas (Texas)
Dumas település az Amerikai Egyesült Államok Texas államában, Moore megyében, melynek megyeszékhelye is. Lakosainak száma 14 501 fő (2020. április 1.).

## Népesség
A település népességének változása:

| 2010 | 14 691 |
| 2020 | 14 501 |